# 万博記念公園駅 (大阪府)

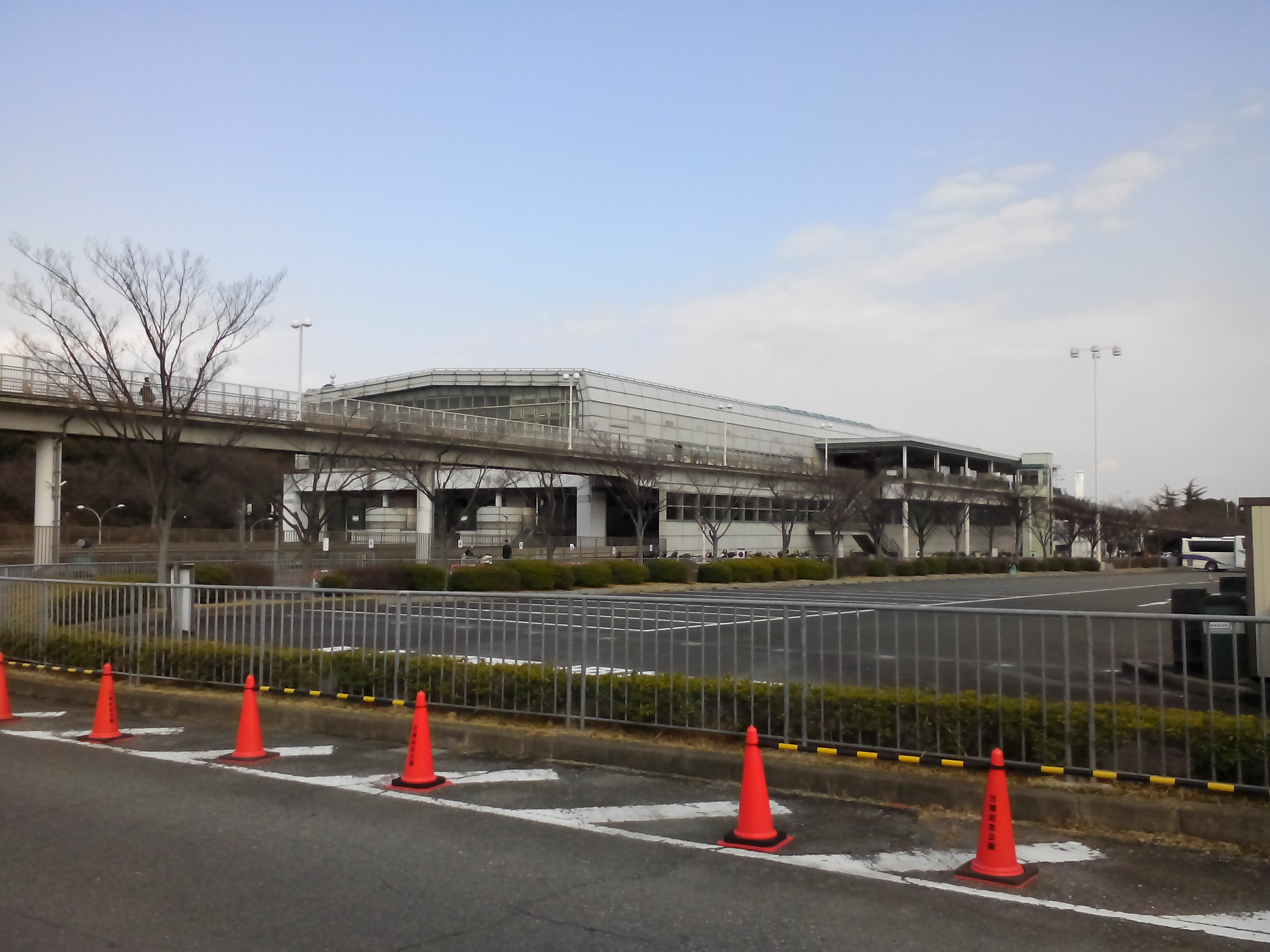
中央駐車場側から駅舎を望む（2017年2月）

万博記念公園駅（ばんぱくきねんこうえんえき）は、大阪府吹田市にある大阪モノレールの駅。本線と彩都線の2路線が乗り入れる。
第1回近畿の駅百選選定駅。2015年に太陽の駅の愛称がつけられた。駅番号は17。

## 歴史
- 1990年（平成2年）6月1日：大阪モノレール本線千里中央 - 南茨木間開通時に開業[1][2]。
- 1998年（平成10年）10月1日：国際文化公園都市モノレール線（彩都線）当駅 - 阪大病院前間が開業、乗換駅となる[1]。
- 2020年（令和2年）1月18日：可動式ホーム柵の使用を開始[3]。

## 駅構造
2面3線の島式ホームを持つ高架駅。中央の1線には、左右両側にホームが設けられており、門真市方面側のホームを2番線、大阪空港方面側のホームを3番線と分けて呼称している。彩都線の列車の入線後に車両の両側の扉を開けることで、本線の門真市方面(1番線)、大阪空港方面(4番線)共に同じホームで楽に乗り換えが可能となっている。但し、門真市方面は右側の扉、大阪空港方面は左側の扉から降りるという区別が必要であるため、到着前に、降り口についての車内アナウンスがある。
駅は中央環状線千里方面行きの直上に設置されている。駅舎は築堤に接して設けられているため橋上駅舎になっている。大阪高速鉄道全線で、軌道よりも上に改札口がある駅は他に彩都西駅だけである。コンコースは広くとられ、駅構内にはドリンクコーナーやテラス席などが設置されている。改札外にはEXPOCITYの開業に合わせて2015年11月にセブン-イレブンとたこ焼きの道頓堀くくるの一体型店舗が開業している。
駅の南西には車庫がある。中央の1線は元々同車庫への入出庫用に用意されたものであり、彩都線の開業後も本線系統を含めた列車の入出庫に使われている。従って、車庫からの送り出しを兼ねた当駅始発列車は、本線系統であってもこの線路から発車する。例として、朝の時間帯に数本設定されている当駅始発の門真市行きは、2番ホームで乗車扱いを行う。また4番線の隣には、車庫からの引き込み線が駅構内まで延びてきている。

### のりば
| ホーム | 路線    | 行先                   |
| ------ | ------- | ---------------------- |
| 1      | ■本線   | 門真市方面             |
| 2      | ■本線   | 門真市方面（当駅始発） |
| 2      | ■彩都線 | 彩都西方面             |
| 3      | ■彩都線 | 彩都西方面             |
| 4      | ■本線   | 大阪空港方面           |

付記事項
- 主に外側の2線（1・4番ホーム）を大阪モノレール線（本線）が、両側をホーム（2・3番ホーム）に挟まれた中央1線を彩都線が使用している。
  - ただし、駅構内を出ると外側に彩都線、内側に本線が延びるという逆の配線となっているため、ポイントが頻繁に動いている。またそれ故に、本線と彩都線の列車が同時に発着することもできない。
- 彩都線から、本線の千里中央へと向かう便は4番ホームを使用する。一方、千里中央方面からの彩都西行きは、線内折り返しと同様に2・3番ホームの発着となる。
- 本線と彩都線の乗り換えについて、通常は彩都線の列車が両側にホームのある中央の1線（2・3番ホーム）を使用するため、本線のどちらの方向からの利用時でも対面乗り換えが可能である。
  - ただし、4番ホーム発着の彩都線からの千里中央行きに限っては、階段やエスカレーター等で一旦コンコースに上がる必要がある（2・3番ホームに列車が停車している場合は、その列車内を横断して1番ホームに行ける時もある）。

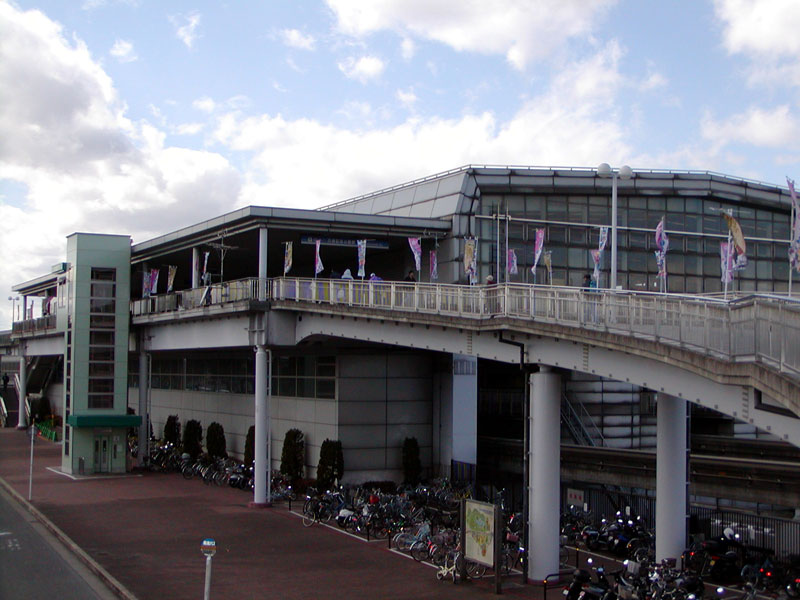
駅舎から地平部に続くスロープ（2007年3月）
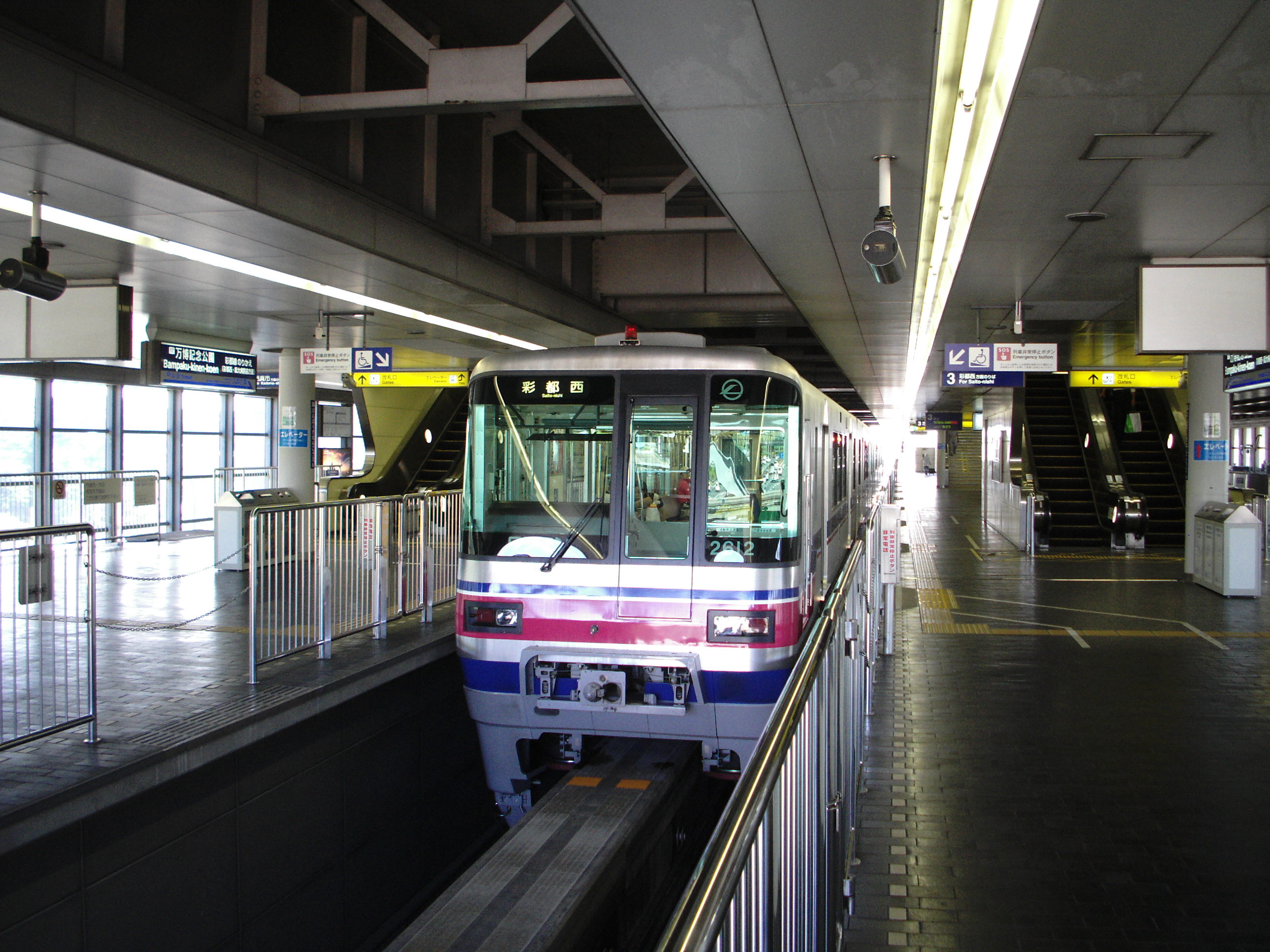
ホーム（2007年9月。2・3番ホームに彩都西行きが停車中）
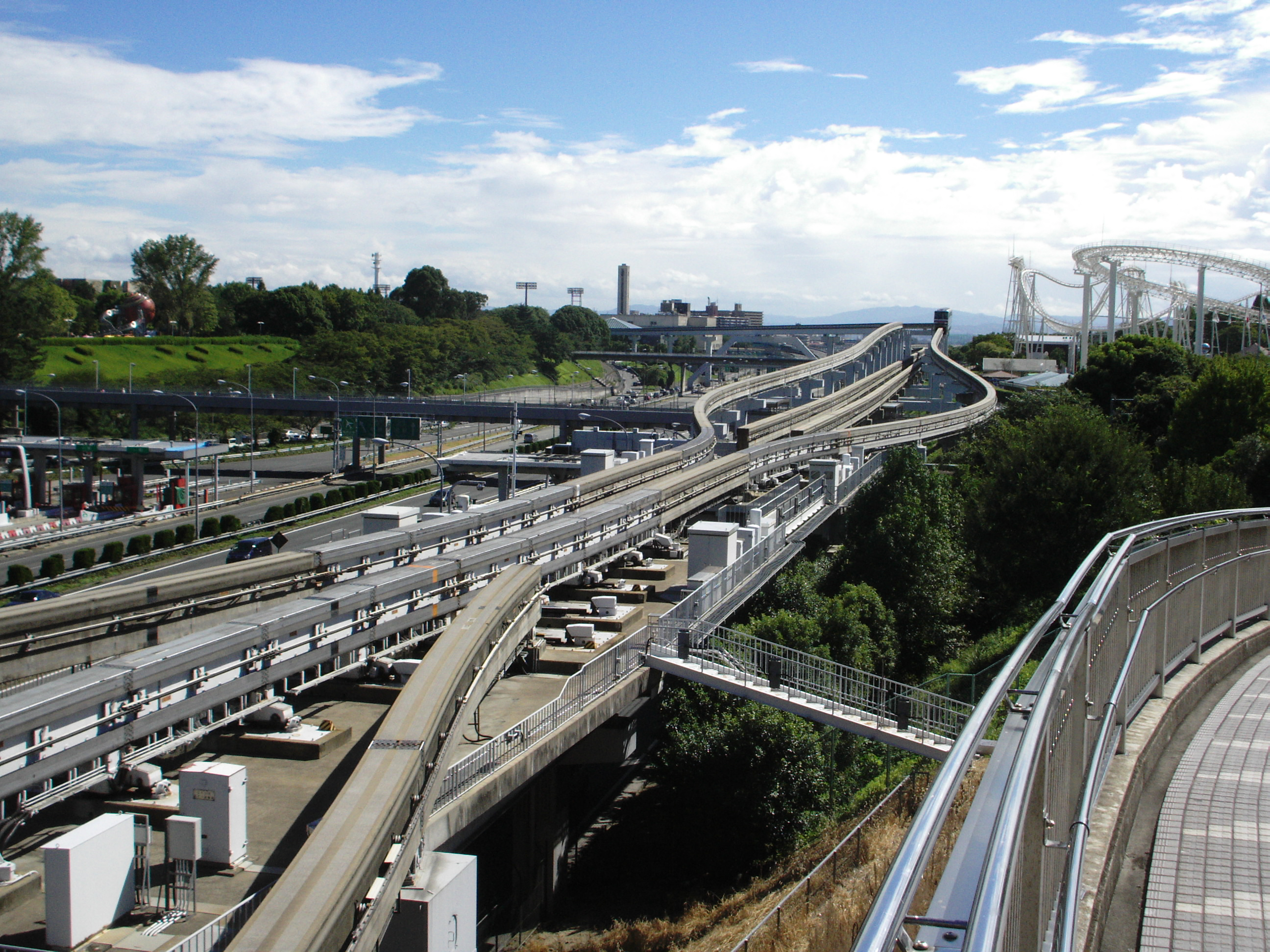
本線と彩都線の分岐点（2007年9月）

## 利用状況
2023年（令和5年）次の1日平均の乗降人員は19,308人であり、大阪モノレール18駅中では千里中央駅・南茨木駅・蛍池駅・門真市駅に次ぐ5位。2015年11月のEXPOCITYの開業に伴い利用者が急増している。
各年度の利用状況は下表の通りである。
| 年次/年度          | 各年次   | 各年次   | 各年次   | 各年度・年間（単位：千人） | 各年度・年間（単位：千人） | 各年度 乗車人員 | 順位 | 出典          | 出典          | 出典              |
| 年次/年度          | 乗車人員 | 降車人員 | 乗降人員 | 乗車人員                   | 降車人員                   | 各年度 乗車人員 | 順位 | 大阪府        | 吹田市        | モノレール        |
| ------------------ | -------- | -------- | -------- | -------------------------- | -------------------------- | --------------- | ---- | ------------- | ------------- | ----------------- |
| 1991年（平成03年） | 3,236    | 3,118    | 6,354    | -                          | -                          | -               | -    | [ 大阪府 1 ]  | -             | -                 |
| 1992年（平成04年） | 4,295    | 4,141    | 8,436    | -                          | -                          | -               | -    | [ 大阪府 2 ]  | -             | -                 |
| 1993年（平成05年） | 4,679    | 4,499    | 9,178    | -                          | -                          | -               | -    | [ 大阪府 3 ]  | -             | -                 |
| 1994年（平成06年） | 4,236    | 4,050    | 8,286    | -                          | -                          | -               | -    | [ 大阪府 4 ]  | -             | -                 |
| 1995年（平成07年） | 4,691    | 4,518    | 9,209    | -                          | -                          | -               | -    | [ 大阪府 5 ]  | -             | -                 |
| 1996年（平成08年） | 4,865    | 4,795    | 9,660    | -                          | -                          | -               | -    | [ 大阪府 6 ]  | -             | -                 |
| 1997年（平成09年） | 4,795    | 4,714    | 9,509    | -                          | -                          | -               | -    | [ 大阪府 7 ]  | -             | -                 |
| 1998年（平成10年） | 4,272    | 4,359    | 8,631    | 1,637                      | 1,665                      | -               | -    | [ 大阪府 8 ]  | [ 吹田市 1 ]  | -                 |
| 1999年（平成11年） | 4,061    | 4,052    | 8,113    | 1,485                      | 1,489                      | -               | -    | [ 大阪府 9 ]  | [ 吹田市 1 ]  | -                 |
| 2000年（平成12年） | 4,420    | 4,254    | 8,674    | 1,528                      | 1,493                      | -               | -    | [ 大阪府 10 ] | [ 吹田市 1 ]  | -                 |
| 2001年（平成13年） | 4,000    | 3,953    | 7,953    | 1,504                      | 1,468                      | -               | -    | [ 大阪府 11 ] | [ 吹田市 1 ]  | -                 |
| 2002年（平成14年） | 3,670    | 3,654    | 7,324    | 1,368                      | 1,362                      | -               | -    | [ 大阪府 12 ] | [ 吹田市 1 ]  | -                 |
| 2003年（平成15年） | 3,700    | 3,603    | 7,303    | 1,337                      | 1,309                      | -               | -    | [ 大阪府 13 ] | [ 吹田市 2 ]  | -                 |
| 2004年（平成16年） | 3,729    | 3,566    | 7,295    | 1,371                      | 1,309                      | -               | -    | [ 大阪府 14 ] | [ 吹田市 3 ]  | -                 |
| 2005年（平成17年） | 3,874    | 3,640    | 7,514    | 1,414                      | 1,329                      | -               | -    | [ 大阪府 15 ] | [ 吹田市 4 ]  | -                 |
| 2006年（平成18年） | 4,003    | 3,723    | 7,726    | 1,461                      | 1,359                      | -               | -    | [ 大阪府 16 ] | [ 吹田市 5 ]  | -                 |
| 2007年（平成19年） | 3,400    | 3,860    | 7,260    | 1,244                      | 1,413                      | -               | -    | [ 大阪府 17 ] | [ 吹田市 6 ]  | -                 |
| 2008年（平成20年） | 3,163    | 3,636    | 6,799    | 1,158                      | 1,331                      | -               | -    | [ 大阪府 18 ] | [ 吹田市 7 ]  | -                 |
| 2009年（平成21年） | 3,120    | 3,568    | 6,688    | 1,139                      | 1,302                      | -               | -    | [ 大阪府 19 ] | [ 吹田市 8 ]  | -                 |
| 2010年（平成22年） | 3,276    | 3,621    | 6,897    | 1,196                      | 1,321                      | -               | -    | [ 大阪府 20 ] | [ 吹田市 9 ]  | -                 |
| 2011年（平成23年） | 3,235    | 3,534    | 6,769    | 1,184                      | 1,293                      | -               | -    | [ 大阪府 21 ] | [ 吹田市 10 ] | -                 |
| 2012年（平成24年） | 3,314    | 3,657    | 6,971    | 1,181                      | 1,310                      | -               | -    | [ 大阪府 22 ] | [ 吹田市 11 ] | -                 |
| 2013年（平成25年） | 3,411    | 3,278    | 6,689    | 1,245                      | 1,197                      | -               | -    | [ 大阪府 23 ] | [ 吹田市 12 ] | -                 |
| 2014年（平成26年） | 3,651    | 3,446    | 7,097    | 1,333                      | 1,258                      | 3,699           | 12位 | [ 大阪府 24 ] | [ 吹田市 13 ] | [ モノレール 1 ]  |
| 2015年（平成27年） | 6,117    | 5,596    | 11,713   | 2,233                      | 2,043                      | 8,808           | 5位  | [ 大阪府 25 ] | [ 吹田市 14 ] | [ モノレール 2 ]  |
| 2016年（平成28年） | 12,861   | 12,787   | 25,648   | 4,694                      | 4,667                      | 11,976          | 4位  | [ 大阪府 26 ] | [ 吹田市 15 ] | [ モノレール 3 ]  |
| 2017年（平成29年） | 10,793   | 11,371   | 22,164   | 3,939                      | 4,150                      | 10,593          | 5位  | [ 大阪府 27 ] | [ 吹田市 16 ] | [ モノレール 4 ]  |
| 2018年（平成30年） | 10,523   | 11,540   | 22,063   | 3,841                      | 4,212                      | 10,555          | 5位  | [ 大阪府 28 ] | [ 吹田市 17 ] | [ モノレール 5 ]  |
| 2019年（令和元年） | 10,761   | 11,461   | 22,222   | 3,928                      | 4,183                      | 10,195          | 5位  | [ 大阪府 29 ] | [ 吹田市 18 ] | [ モノレール 6 ]  |
| 2020年（令和02年） | 6,365    | 6,950    | 13,315   | 2,323                      | 2,537                      | 6,099           | 6位  | [ 大阪府 30 ] | [ 吹田市 19 ] | [ モノレール 7 ]  |
| 2021年（令和03年） | 6,411    | 6,553    | 12,964   | 2,340                      | 2,392                      | 6,533           | 6位  | [ 大阪府 31 ] | [ 吹田市 20 ] | [ モノレール 8 ]  |
| 2022年（令和04年） | 8,846    | 8,773    | 17,619   | 3,228                      | 3,202                      | 9,325           | 5位  | [ 大阪府 32 ] | [ 吹田市 21 ] | [ モノレール 9 ]  |
| 2023年（令和05年） | 9,750    | 9,558    | 19,308   | 3,559                      | 3,489                      | 9,632           | 5位  | [ 大阪府 33 ] | [ 吹田市 22 ] | [ モノレール 10 ] |

## 駅周辺

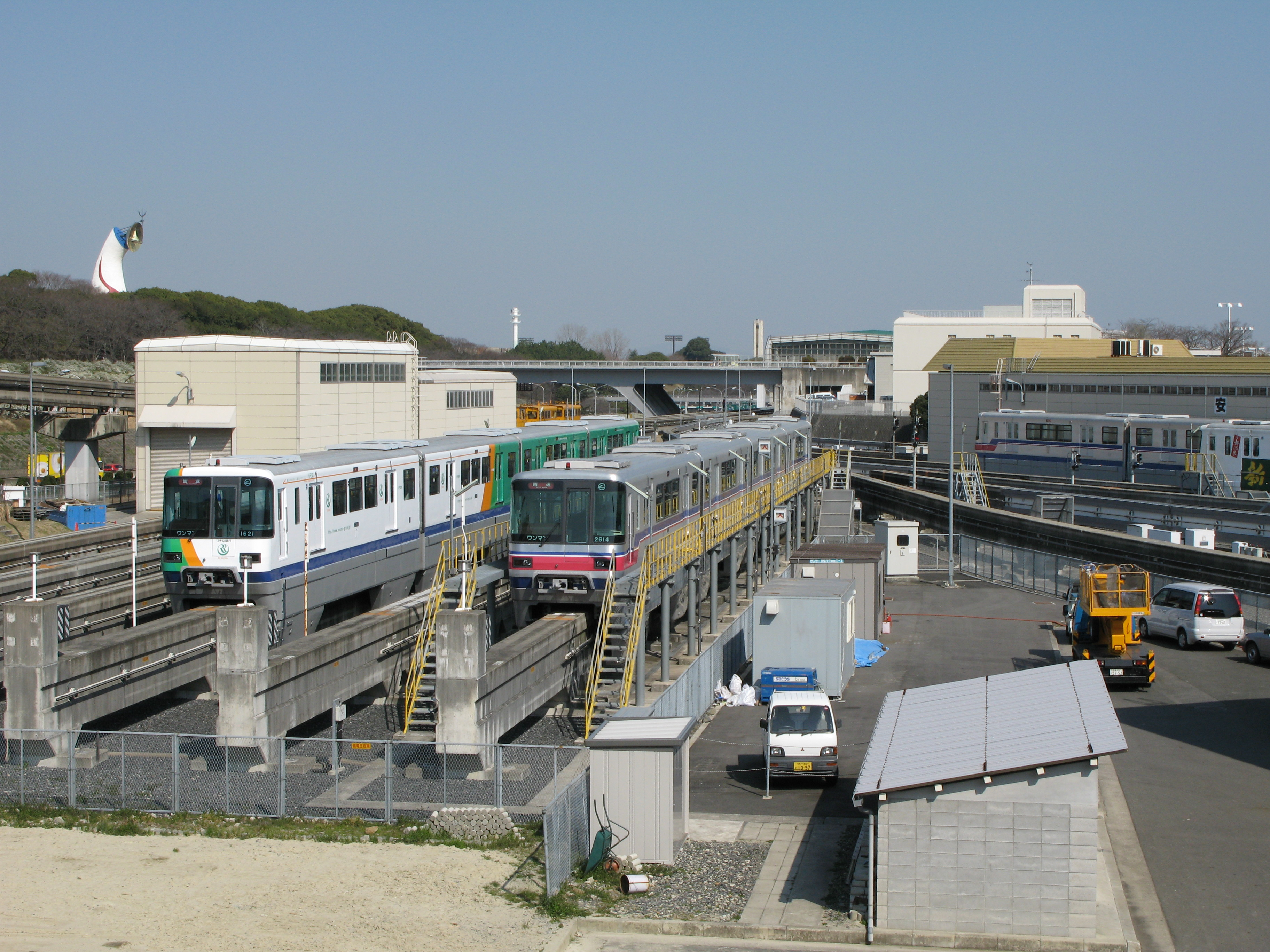
車両基地（2007年3月。左遠方に「太陽の塔」が見える）

当駅付近での大阪モノレール本線は、中国自動車道と大阪府道2号大阪中央環状線の南側を並走する。駅の近くに、中国自動車道中国吹田インターチェンジがあり、駅のやや東方には名神高速道路・近畿自動車道吹田ジャンクションがある。
万博記念公園は、駅をはさんで南北にそれぞれ広範囲に存在する。駅の南西に住宅地が広がる。
- 万博記念公園（千里万博公園）
  - 太陽の塔（駅から北に向かって遠望できる）
  - 自然文化園
  - 日本庭園
  - 国立民族学博物館
  - 大阪日本民藝館
- EXPOCITY
  - ららぽーとEXPOCITY
  - NIFREL
  - OSAKA ENGLISH VILLAGE
  - REDHORSE OSAKA WHEEL
  - ポケモンEXPOジム
  - 109シネマズ大阪エキスポシティ
- 大阪モノレール車両基地
  - 大阪モノレール本社事務所（2016年8月より）
- 万博記念競技場
- 万博記念公園野球場
- エキスポフラッシュフィールド
- 市立吹田サッカースタジアム
- ホテル阪急エキスポパーク
- ABCハウジング 千里住宅公園
- 大阪府立山田高等学校
- 吹田市立山田東中学校
- 大阪府道1号茨木摂津線

## バス路線
駅南側にロータリーがあり、阪急バスが乗り入れている。停留所名は『万博記念公園駅（エキスポシティ前）』である。
近鉄バスは以前、近畿自動車道を経由して布施駅や八戸ノ里駅から乗り入れる長距離路線を運行していたが、2004年以降は春休みのみの運行に縮小し、阪急バスの停留所名改称と同日付けで廃止された。京阪バスも1995年6月まで守口市駅からの直通バスを運行していた（後に大阪モノレールが門真市駅へ延伸）。
2015年10月16日付のダイヤ改正で、阪急バス・近鉄バスの共同運行で新路線が開設された。これにより平日に当バス停を停車するバスが復活することになった。しかし、その後は阪急バス・近鉄バスともに減便が行われ、2018年8月4日ダイヤ改正で平日に発着するバスが無くなった。さらに、2018年10月14日をもって阪急バス千里茨木線が廃止され、千里中央方面へのバス路線が無くなった。なお、近鉄バスは運転士不足を理由に2024年7月28日をもってエキスポシティ系統100番の運行を休止している。
- 阪急バス
  - 吹田市内線（土休日のみ運行）
    - 21系統：JR吹田駅（北口）

## その他
- かつて、当駅の英語アナウンスは「Expo'70 Commemoration Park」であり[注 2]、万博記念協会の訳とは揺れが生じていたが、のちに「Expo'70 Commemorative Park」に変更された。開業当初は、「Expo'70 Memorial Park」とアナウンスされており（「Memorial Park」は霊園・墓園の意味）、当時の万博記念協会から「ここは霊園ではない」と抗議を受けていたが、実際に改称されたのは彩都線開業の際だった。
- 大阪モノレールの各駅には『大阪モノレール美術館』という展示スペースがあるが、当駅には最も多くの作品（8点）が展示されている。
- 茨城県つくば市にも同名の「万博記念公園駅」（つくばエクスプレス線）があり、岡本太郎の『未来を視る』と題されたモニュメントが同駅の東口駅前広場[注 3]に展示されている[8]。
- 映画『ゴジラvsビオランテ』で当駅が太陽の塔をバックにワンカットで登場している。(開業前に撮影されたもので駐車場の部分は合成で隠されている)
- 『仮面ライダーW』の第30話では、当駅の前で太陽の塔をバックに撮影されたシーンが登場する。スタッフロールでも、大阪モノレールが「撮影協力」として明記された。
- 異なる複数のモノレール路線同士の乗換駅は日本国内に限ると、当駅と千葉都市モノレールの千葉駅がそれに該当する。

## 隣の駅
大阪モノレール
■本線
山田駅 (16) - 万博記念公園駅 (17) - 宇野辺駅 (18)
■彩都線
万博記念公園駅 (17) - 公園東口駅 (51)

### 記事本文